# Kokořín
Kokořín es una localidad situada en el distrito de Mělník, en la región de Bohemia Central, República Checa. Tiene una población estimada, a principios del año 2022, de 392 habitantes.
Está ubicada al norte de la región y de Praga, cerca de la confluencia de los ríos Elba y Moldava, y de la frontera con las regiones de Ústí nad Labem y Liberec.